# Ad-Dakla
Ad-Dakla (arab. الدقلة) – wieś w Syrii, w muhafazie muhafazie Aleppo. W 2004 roku liczyła 129 mieszkańców.